# 郭勋祺
郭勋祺（1895年—1959年12月28日），原名郭洪清，字翼之，四川华阳县（今属双流）人，中华民国大陸時期时期军事将领，國民革命軍陆军中将。

## 生平

### 早年经历
1912年，郭勋祺参加入藏新兵随军西征。入藏征战数年后，于1915年返回成都，在川军潘文华部历任排、连、营、团长。1921年，潘文华投奔四川军阀刘湘，任第二军四师师长，郭勋祺担任第七旅旅长。1922年，郭勋祺在万县经陈孟熙介绍，与陈毅相识。二人过往甚密，陈毅对郭启发和影响很大。1925年8月，郭勋祺参加了由共产党人领导的莲花池国民党（左派）省党部的活动，结识了杨闇公等共产党人，思想逐渐倾向亲共。1926年9月，又参加了由杨闇公主持召开的军事会议，引起刘湘猜疑，被调任第四师副师长，撤去实权。1926年12月1日，为配合北伐战争的胜利进军，中国共产党重庆地方执行委员会杨闇公、刘伯承、朱德、陈毅等在四川的泸州、顺庆（今南充）地区独立领导和策动部分四川军阀部队举行了一次大规模的武装起义——泸顺起义，郭勋祺均积极参加。1927年重庆三·三一惨案发生后，曾掩护陈毅等共产党人脱险。
1931年，任四川第二十一军第二独立旅旅长，派往湖北参加围剿洪湖苏区。1932年战役结束后回川，1933年任四川教导师第三旅旅长。1935年1月，奉刘湘委派进入贵州阻击中央红军。同月19日，中央红军发布《关于渡江的作战计划》，决定进入四川与红四方面军协同作战。同日，红军分三路向土城方向前进，24日攻占土城。28日，红军向位于土城以北的青杠坡的郭勋祺部队发起进攻，激战一日，双方损失惨重。此战红军损失上千人，夺取赤水县和渡江的计划均未能实现，被迫放弃原有目标。战后，升任川军模范师师长，同年冬在天全、芦山等地阻击红四方面军南下。

### 抗日战争与第二次国共内战期间
1937年，模范师改编为一四四师，郭继续任师长。抗战爆发后，一四四师编入國民革命軍第二十三軍（軍長潘文华）序列，出川抗战。11月，率领部队到达南京近郊，参加南京保卫战。25日在太湖西岸夹浦、金村一带和日军第六师团遭遇，激战中郭勋祺被日军机枪射中大腿，仍挣扎着到前线指挥战斗，奉命将防线移交友军后才住进医院。1938年春伤愈出院后，升任國民革命軍第五十軍军长，配屬第三戰區，驻防皖南地区。在此期间，郭勋祺同新四军多有合作。1939年12月，蒋介石借贵池战役“作战不力”撤去郭的军职。1940年8月，入陆军大学特五班学习，毕业后任军政部副。当时郭意欲率部直接投奔新四军，被陈毅劝阻，为此郭一度很不理解。
1946年，郭勋祺出任26军官总队长、中央训练团团副。1948年，担任第十五绥靖区副司令，驻防襄阳地区。1948年7月，中原解放军发起襄樊战役。由于绥靖区司令康泽不听郭勋祺建议，将兵力重点部署在襄阳南门，导致解放军从兵力空虚的西门攻入城内，康泽、郭勋祺等都被俘虏。刘伯承闻讯，特电将其护送河南宝丰中原军区政治部；八月底之后，刘伯承、陈毅与郭勋祺做了长谈。1948年10月，郭勋祺提出入党，表示愿意返回四川，进行策反工作。刘、陈同意郭勋祺回四川做工作，并派李根培随行。1948年12月上旬从鲁山县出发，经伏牛山、马山口、邓县、新野至新甸铺，抵梁家咀，得见国军官兵。搭船至张家湾第九师，师长李剑霜通知襄阳绥靖区王凌云司令官。即致电蒋中正《报告被俘经过》。被王凌云送武汉交白崇禧释放，借病住进汉口协和医院。蒋中正派黄杰、肖毅肃将郭挟赴南京，送中央医院治疗，并派武装宪兵“保护”。
1949年初，李宗仁上台后郭被释放，于农历除夕返抵成都，开展策反工作，策动國民革命軍第九十軍副军长兼第六十一师师长陈华、十六兵团正、副司令董宋珩、曾建元分别于1949年11月和12月率部投降，成立西川人民保卫军总司令部，自任司令员，与驻防成都的国军签订“和平公约”，促成解放军和平占领成都。

### 中华人民共和国成立后
中华人民共和国成立后，郭勋祺历任川西行署委员兼交通厅厅长、四川省人民政府委员兼交通厅副厅长、四川省水利厅副厅长、省体委副主任、省人大代表等职。1959年12月28日，郭勋祺在成都病逝。

### 軼事
郭勛祺在民國元年駐防西藏邊陲，和西藏人生活四年，能說一口流利藏話，他曾對記者說：「西藏蘊藏著豐富的鑛產，是我國的一所寶庫，可惜國人到現在還沒有把它開發，如果我是一個實業家的話，我一定把它開發了。」良友畫報145期曾刊登其全版個人介紹，郭時年43歲。